# Kaj Piehl
Kaj Gustaf-Adolf Olofsson Piehl, född 12 september 1921 i Ardre socken, Gotlands län, död 5 juni 2000 i Maria Magdalena församling i Stockholm, var en svensk konstnär, skulptör och tecknare.
Han var son till trädgårdsarkitekten Johan Olof Piehl och Lillot Mathilda von Post (syster till  Vicken von Post) och från 1953 gift med Marie-Louise Bröte. Piehl studerade vid Lena Börjesons skulpturskola och Signe Barths målarskola 1939–1941 samt för Isaac Grünewald 1944–1945 och bokkonst för Karl-Erik Forsberg. Tillsammans med ÅW Andersson och S Walerius ställde han ut på Eskilstuna konstmuseum. Han medverkade i Nationalmuseums utställning Unga tecknare 1950–1951, Liljevalchs Stockholmssalong och i ett flertal samlingsutställningar i Strängnäs. Som illustratör medverkade han i Aftonbladet och All världens berättare. Bland hans offentliga arbeten märks utsmyckningar för Kungsholmens läroverk i Stockholm och Långbro sjukhus. Hans konst består av stadsmotiv och landskap. Piehl finns representerad vid Moderna museet i Stockholm. Han är begravd på Norra begravningsplatsen utanför Stockholm.